# Helvetia cancrimana
Helvetia cancrimana là một loài nhện trong họ Salticidae.
Loài này thuộc chi Helvetia. Helvetia cancrimana được Władysław Taczanowski miêu tả năm 1872.